# Wilhelm von Woyna (général, 1819)
Wilhelm Friedrich von Woyna (né le 7 mai 1819 à Trèves et mort le 29 décembre 1896 à Bonn) est un général d'infanterie prussien qui donne son nom à une rue de Mayence-Neustadt et de Berlin-Reinickendorf.

## Biographie

### Origine
Wilhelm est le fils de Karl Daniel Michael von Woyna (1782-1838) et de sa femme Antonia Thekla, née von Birkhahn (de) (1786-1825) de Lituanie. Wilhelm Woyna est né à Trèves en mai 1819 parce que son père est transféré dans le grand-duché du Bas-Rhin après les guerres napoléoniennes.

### Carrière militaire
À la demande de ses parents, Woyna étudie aux écoles des cadets de Potsdam et de Berlin après l'école primaire. Le 5 août 1837, il est affecté comme sous-lieutenant au 17e régiment d'infanterie de l'armée prussienne. Le 31 mars 1846, il est transféré au bataillon de tirailleurs de la Garde (de). Avec ce dernier, il participe à la guerre contre le Danemark en 1848 et est promu le 12 novembre de la même année premier-lieutenant au 7e bataillon de chasseurs à pied (de). En tant que capitaine (depuis le 13 juillet 1852), Woyna prend le 23 avril 1853 la tête d'une compagnie du 8e bataillon de chasseurs à pied. Du 13 août 1856 au 7 juillet 1858, il occupe la même fonction au sein du 2e bataillon de chasseurs à pied avant de devenir major au 32e régiment d'infanterie. À partir du 18 septembre 1858, Woyna y commande le bataillon de fusiliers. Après avoir quitté le commandement le 21 juin 1861, Woyna reprend ensuite le 8e bataillon de chasseurs à pied et devient lieutenant-colonel. Le 18 avril 1865, Woyna est chargé de diriger le 39e régiment de fusiliers et lui est affecté deux jours avant qu'il est promu colonel le 18 juin 1865. Pendant la guerre austro-prussienne, il participe avec ce régiment aux batailles à Hammelburg, Helmstadt et Roßbrunn.
Le 14 juillet 1870, il est nommé commandant de la 28e brigade d'infanterie et le 26 août 1870 promu major général. Dans la guerre contre la France, il combat avec sa brigade en collaboration avec la 14e division d'infanterie à Forbach-Spicheren, Borny-Colombey, Saint-Privat et au siège de Paris. Pour ses services, Guillaume Ier lui décerne le 3 mars 1871 la plus haute décoration de bravoure prussienne, l'ordre Pour le Mérite.
Après la signature de la paix, Woyna prend le commandement de la 14e brigade d'infanterie le 3 juin de la même année. Le 11 octobre 1873, on lui confie le commandement de la 30e division d'infanterie, Woyna est nommé commandant le 25 novembre et finalement promu lieutenant-général le 11 décembre 1873. De 1880 à la fin de sa carrière en 1886, il est gouverneur de la forteresse de Mayence. En raison de ses mérites, la ville de Mayence fait de Woyna son citoyen d'honneur (de) le 23 janvier 1883. En août 1886, Woyna prend sa retraite et se retire à Bonn. Il y meurt à l'âge de 77 ans. Sa tombe se trouve dans le cimetière principal de Mayence.

### Inondation de Mayence de 1882
Le 28 novembre 1882, le niveau d'eau de Mayence (de) enregistre un maximum de 7,95 mètres. L'eau s'écoule à une vitesse fulgurante dans le système d'égouts de la ville et dans le Gartenfeld en amont, aujourd'hui Mayence-Neustadt. La Rheinstrasse et la Holzstrasse, la Löhrstrasse et la Schlossergasse, la Brand et la Schlossplatz (de) sont sous l'eau. Tous les habitants du rez-de-chaussée sont surpris par les inondations et tout le mobilier est rendu inutilisable par l'eau. Le Gartenfeld, avec ses nombreux logements ouvriers, est encore plus touché, car il se trouve encore plus bas.
L'état d'urgence est déclaré. Les traverses des voies ferrées qui viennent d'être construites dérivent sur le Rhin et les plaines inondables du Rhin sont complètement inondées. Après un bref affaissement, les crues se sont à nouveau aggravées en décembre et janvier. La garnison de Mayence sous les ordres du général Woyna, en particulier les forces pionnières sous le capitaine Betzold, aide la population civile de la ville et des communautés environnantes dans leurs besoins. Woyna reçoit la citoyenneté d'honneur pour cela.